# Ricardo Cadena
Ricardo Cadena Martínez (Guadalajara, 23 ottobre 1969) è un allenatore di calcio ed ex calciatore messicano, di ruolo difensore.

## Carriera

### Club
Ha trascorso l'intera carriera nelle file di club messicani.

### Nazionale
Con la Nazionale messicana ha preso parte ai Giochi Olimpici del 1992.